# Manoir du Bignon
Le manoir du Bignon est situé à La Chapelle-Caro en France.

## Localisation
Le manoir est situé sur le territoire de l'ancienne commune de La Chapelle-Caro, au lieu-dit Le Bignon, dans le département du Morbihan en région Bretagne.

## Description
Manoir à cour fermée dans laquelle on accédait par un portail à double entrée ; des arrachements laissent à penser que ce portail pouvait être surmonté d'un logis-porte ou d'un corps d'entrée plus conséquent, comme on en trouve encore au manoir du Thay à Caro ou au manoir de la Ville Guéhard à Lizio. Les deux logis sont construits au nord-ouest de la cour et reliés dans l'angle intérieur par une tour d'escalier octogonale qui abrite un escalier à vis. Sur la façade nord du premier logis, les portes murées, l'une au rez-de-chaussée et deux autres à l'étage, devaient donner sur des latrines, ce qui indique que l'étage était dès l'origine divisé en deux chambres par une cloison de menuiserie ou de colombage. Le second logis, à l'ouest, se compose d'une grande salle au rez-de-chaussée, surmontée de deux chambres éclairées par des fenêtres sur chaque façade. La façade principale de ce dernier logis a adopté un décor caractéristique de l'époque, qui se traduit aussi bien par une moulure continue — depuis l'angle sud du bâtiment jusqu'à la jonction avec le premier logis — que par des accolades à fleurons et choux frisés, qui coiffent les baies. Au sud de ce dernier logis, une dépendance abrite une étable surmontée d'une grange dont les murs sont percés des boulins d'un pigeonnier.

## Historique
Le manoir se compose de deux logis construits en deux campagnes qui se sont succédé rapidement ; le premier, à droite de la tour d'escalier, date de la limite entre les XVe et XVIe siècles ; le second logis, en équerre, a été construit pendant le premier quart du XVIe siècle, de même que la tour d'escalier. L'angle sud-ouest est occupé par un fournil et son four qui peut dater du XVIe siècle ; ils sont séparés du second logis par une dépendance du XVIIe siècle dont le haut de la façade est occupée par des boulins.
Le manoir est inscrit à l'inventaire général du patrimoine culturel en 1967.